# Državna cesta D47
Die Državna cesta D47 (kroatisch für ,Nationalstraße D47‘) ist eine Nationalstraße in Kroatien mit einer Länge von 94,5 km. Sie verbindet den slawonischen Ort Lipik mit dem Ort Dvor an der bosnisch-herzegowinischen Grenze.

## Streckenverlauf
Die D47 verläuft von Lipik über Novska, Hrvatska Dubica, Hrvatska Kostajnica bis nach Dvor. Dort mündet sie in die Državna cesta D6.

## Verkehrsanbindung
Der wohl größte Knotenpunkt der D47 ist die Kleinstadt Novska. Dort gibt es eine Autobahnauffahrt auf die A3, die von der slowenischen bis zur serbischen Grenze führt und zur D312, die die Kreuzung mit dem Stadtzentrum Novskas verbindet. Des Weiteren gibt es Knotenpunkte in Hrvatska Dubica, wo die D224 in die D47 mündet und in Hrvatska Kostajnica, wo die Državna cesta D30, die über Petrinja und Velika Gorica nach Buzin bei Zagreb führt, in die D47 einmündet.
In Lipik mündet die D47 direkt in die Državna cesta D5 (E661), die von Terezino Polje an der ungarischen Grenze bis nach Stara Gradiška zur bosnisch-herzegowinischen Grenze. In Dvor geht die D47 in die Državna cesta D6 über, die von Jurovski Brod an der slowenischen Grenze über Karlovac bis zur bosnisch-herzegowinischen Grenze in Dvor führt.